# Scoparia praedensa
Scoparia praedensa är en grobladsväxtart som först beskrevs av Robert Elias Fries, och fick sitt nu gällande namn av S.M. Botta och A.L. Cabrera. Scoparia praedensa ingår i släktet Scoparia och familjen grobladsväxter. Inga underarter finns listade i Catalogue of Life.